# Евтушенко, Владислава Александровна
Владислава Александровна Евтушенко (род. 1 мая 1996, Чита, Россия) — российская модель, вице-мисс конкурса «Мисс Россия 2015» и участница «Мисс Вселенная 2016».

## Биография
Родилась 1 мая 1996 года в городе Чита. В детстве она увлекалась геологией и профессионально занималась танцами. Принимала  активное участие в таких видах спорта, как теннис и легкая атлетика.Мама — Светлана Евтушенко, окончила медицинскую академию и работает зубным врачом.
Сейчас Владислава серьёзно интересуется психологией, часто участвует в коуч-тренингах, направленных на достижение своих целей и саморазвитие. Училась в РУДН на филологическом факультете, на отделении лингвистики.
В свободное время она работает моделью для творческих и коммерческих проектов.
В июле 2017 года поступила в ВГИК факультет актёрского искусства, параллельно пробует себя в качестве актрисы в клипах и сериалах.
По итогам 2015 года стала самой влиятельной женщиной Забайкалья по версии газеты "Вечорка".

## Мисс Россия 2015
Последовательно, Владислава сперва выиграла региональную часть конкурса и попала в финал, затем победила в специальной ежегодной номинации «Народный выбор» портала Woman.ru, набрав 7 751 голосов.София Никитчук получила титул Мисс Россия 2015 во время телевизионной трансляции из Барвиха Luxury Village в Москве 18 апреля. Первой «Вице-мисс» стала Владислава,и получила грант на образование с возможностью обучаться в любой стране мира, второй «Вице — мисс» стала Анастасия Найденова.

## Дополнительно
Традиционно, комитет конкурса Мисс Россия отправляет победителя на Мисс Вселенная. В октябре 2015 года, комитетом конкурса было решено, что Мисс Россия 2015 — София Никитчук отправится на Мисс мира. В конкурсе «Мисс Вселенная 2015», который был запланирован на 20 декабря 2015 года, Софию Никитчук заменила Владислава. Сама же Никитчук принимала участие в «Мисс Мира», проходивший 19 декабря 2015 года.

## Клипы
- Николай Басков «Обниму тебя»[1]
- Сергей Лазарев «You Are the Only One»[1][4]
- Артем Качарян ака Art Key «Делаю больно»[1]
- Филипп Киркоров «Любовь или обман»[8]
- MBAND и Валерий Меладзе «Мама не горюй»[9]

## Фильмография
В 2017 году Владислава получила роль в сериале "Молодёжка. Взрослая жизнь". Она сыграла интерна Веру.